# Дідьє Ван Ковелер
Дідьє ван Ковелар (фр. Didier Van Cauwelaert; нар. 29 липня 1960, Ніцца, Франція) — французький письменник, сценарист, критик, лауреат багатьох літературних нагород, зокрема Гонкурівської премії.

## Біографія
Народився 1960 року в Ніцці в родині бельгійського походження. Коли його батько залишився інвалідом після аварії, хлопець вирішив стати письменником, щоб заробити для нього на життя. Перші тексти він почав писати ще у 8 років і розсилав їх у різні видавництва, більшість з яких не сприймали серйозно молодого автора.
Перша його книжка — «Двадцять років і ще трохи» — вийшла 1982 року у відомому паризькому видавництві «Seuil», коли Дідьє було 22 роки. Вона стала надзвичайно успішною, як і всі наступні твори автора. Три наступні книжки також вийшли у цьому видавництві і були відзначені французькими преміями. Загалом написав понад 20 романів і кілька п'єс.
Окрім письменства, Дідьє ван Ковеларт займається театральним мистецтвом, працює на телебаченні, а також перекладачем. Великий вплив на його творчість мали видатні французькі письменники Марсель Айме і Ромен Гарі. У своїх романах автор порушує чимало проблем: розмірковує про самоідентифікацію, взаємини, пошук людиною свого шляху, кохання.

## Українські переклади
- Дідьє ван Ковелар. Риба любові / пер. з фр. Павла Мигаля. — Київ : Порт-Рояль, 2005. — 192 с. — («Лауреати літературних премій») — ISBN 966-7068-14-5.
- Дідьє ван Ковеларт. Майже вільна / пер. з фр. Павла Мигаля. — Львів : Видавництво Старого Лева, 2018. — 192 с.
- Дідьє ван Ковеларт. Жуль. — Львів : Видавництво Анетти Антоненко, 2017. — 224 с. — ISBN 978-617-7192-62-5.